# Boarmia cyclophora
Boarmia cyclophora är en fjärilsart som beskrevs av George Francis Hampson 1902. Boarmia cyclophora ingår i släktet Boarmia och familjen mätare. Inga underarter finns listade i Catalogue of Life.